# Magyar jégkorongbajnokság
Az OB I. Bajnokság a magyar jégkorongbajnokság első vonala.
A 2012–13-as szezontól az OB I. Bajnokság nem került külön kiírásra; a magyar bajnok a Erste Ligában legjobb helyezést elérő magyarországi csapat.

## Története
Magyarországon 1937 óta rendeznek magyar jégkorongbajnokságot, melyet a Magyar Jégkorongszövetség felügyel. Az első osztályú bajnokság győztes csapata a magyar jégkorong bajnoka cím birtokosa lesz. Legtöbb indulással és bajnoki címmel a Ferencváros csapata rendelkezik, amely a legelső kiírást kivéve minden szezonban elindult, és huszonöt alkalommal nyerte meg. Magyar női bajnokságot az 1993–94-es szezontól rendeznek, és két alkalom kivételével a Marilyn csapat nyerte meg mindegyiket.
2008-ban szponzori együttműködést alakított ki a MOL-csoport a magyar és a romániai jégkorongszövetségekkel. Az együttműködés eredményeképpen a legjobb magyar és a legjobb romániai csapatok ősztől egy bajnokságban, a Mol Ligában mérhetik össze erejüket. Jelenleg az OB I. bajnokságba számítanak bele a magyar székhelyű csapatok Mol Ligában egymás ellen játszott eredményei. A közös bajnokság keretén belül bonyolítják le a nemzeti bajnokságok alapszakaszát is. Az OB I. középszakaszába a magyarországi csapatok az alapszakasz helyezéseik alapján bónuszpontokat visznek magukkal: az első 9, a második 6, a harmadik 3 ponttal vághat neki. A rájátszás felsőágára a középszakasz első három helyezett csapata kerül, kiegészülve az Alba Volán EBEL-ben szereplő csapatával. Ők dönthetik el a bajnoki cím sorsát. A többi csapat az 5–7. helyért küzd az alsóágon. A csapatok a versenyen kívül induló Héraklész (U-20) válogatottal is játszanak.

## Díjak, trófeák
A magyar jégkorong bajnokság küzdelmeinek befejeztével minden évben jutalmazzák az évad legeredményesebb játékosait. A sportolók által elnyerhető díjak közül az alábbi négy rendelkezik névadóval:
Kósa-kupa: A díjat az 1992–93-as szezontól adják át minden évben a legjobban teljesítő újoncnak, azaz a felnőtt csapatba legjobban beépülő játékosnak. Névadója és alapítója Kósa Ambrus aki évtizedekig a BVSC játékosa volt, visszavonulása után pedig az Székesfehérvári Volán edzőjeként írta be magát hokitörténelembe, mint az első vidéki bajnokcsapat vezetője. 2008-ban hunyt el.
Leveles-kupa: Az 1974–75-ös szezon végén osztották ki legelőször a legjobb ifjúsági korú játékosnak járó díjat, a Leveles-kupát. A legrégebbi, játékosok által elnyerhető trófeát Leveles György jégkorongozó emlékére hozták létre. Leveles György a BVSC és a magyar válogatott egyik legtehetségesebb csatára volt. 1965-ben egy edzésen olyan szerencsétlenül esett el a jégen, hogy az egyik játékostársa korcsolyájának éle súlyosan megsértette a jobb szemét, amely miatt kénytelen volt felhagyni az aktív sportélettel. Azonban kórházi kezelése után sem szakadt el teljesen a sportágtól és a Központi Sportiskola utánpótlás műhelyében nevelőedzőként dolgozott 1972 novemberében – 25 évesen – bekövetkezett haláláig.
Miklós-kupa: A legtechnikásabb játékosnak járó trófeát 1990-ben alapították Miklós Sándor volt válogatott jégkorongozó iránti tiszteletből. Miklóst az 1930-as években Európa egyik legjobb jégkorongozójaként tartották számon kortársai. Pályafutás során négyszer lett magyar bajnok és a magyar válogatott színeiben több világbajnokságon, valamint az 1936-os téli olimpián is részt vett. Az ötvenes években Ausztráliába emigrált, ahol fontos szerepet vállalt a hoki ausztráliai népszerűsítésében. 1981-ben távozott az élők sorából.
Vedres-kupa: Az évad legkiválóbb hálóőrének járó díjat 1977 óta hosszú időn keresztül a "Legjobb Kapus" néven adták át. A trófea csupán a 2009–2010-es szezontól lelt névadóra Vedres Mátyás személyében. Vedrest a '60-as évek legjobb kapusaként tartották számon. Karrierje során hatszor nyerte el a magyar bajnoki címet és több mint 150-szer lépett a pályára a magyar válogatott tagjaként. 1963 és 1974 között kilenc világbajnokságon valamint az 1964-es téli olimpián is ő védte a magyar csapat hálóját. Az élsporttól való visszavonulása után a KSI, a MAC, majd az Újpesti TE kapusedzőjeként dolgozott 2009-ben bekövetkezett haláláig. Érdemes megjegyezni, hogy Vedres volt az első hálóőr a magyar bajnokságban, aki kapusmaszkban védett.
A fent említett kupákon kívül minden évben átadásra kerül a legjobb csatárnak, a legjobb védőnek, a legeredményesebb játékosnak (MVP) valamint a legjobb külföldi játékosnak járó díj. A szezon végén a Magyar Jégkorong Szövetség a játékosokon kívül külön díjban részesíti az évad legjobb edzőjét, legjobb utánpótlásedzőjét (Séra Miklós díj) valamint a legjobb játékvezetőt is.

## Lásd még
- Magyar női jégkorongbajnokság
- Magyar férfi jégkorong-válogatott
- Magyar női jégkorong-válogatott
- Erste Liga